# Padvinder
Padvinders waren leden van een Nederlandse scoutingorganisatie voor jongens. Deze term werd officieel gebruikt van ongeveer 1910 tot 1973.
Tot ongeveer 1919 was scouting in Nederland er alleen voor de leeftijdsgroep van ongeveer 11 tot ongeveer 17 jaar. Deze groep kreeg toen diverse namen, zoals (jonge) verkenners of padverkenners, maar de meest gebruikelijke was padvinders. Dit kwam ook terug in de namen van de landelijke organisaties die toen ontstonden zoals De Nederlandsche Padvindersorganisatie (NPO), de Nederlandsche Padvindersbond (NPB), de Christelijke Padvinders Organisatie (CPO), de De Nederlandsche Christelijke Vereeniging van Padvinders (NCVP) en vanaf 1916 De Nederlandsche Padvinders (NPV). Nadat rond 1919 er ook spelaanbod kwam voor jongere jongens,  welpen en jongvolwassenen, voortrekkers, werd de term ook gebruikt als de verzamelnaam voor alle leden in alle leeftijden van die organisaties. Voor de specifieke aanduiding van de 11 tot 17 leeftijdsgroep werd steeds meer "verkenners" gebruikt. Naast de openbare en protestant christelijke scoutingorganisaties ontstond er in 1930 de Katholieke Verkenners, deze gebruikte niet de term padvinders, maar in plaats daarvan verkenners. Toch was het gebruikelijk om ook deze onder de term padvinders te laten vallen. Na de fusie van de scoutingorganisaties tot Scouting Nederland in 1973 wordt de term padvinder officieel in Nederland niet meer gebruikt.
Een soortgelijk verhaal geldt voor de term padvindster voor meisjes, maar deze bleef nog in gebruik voor een deel van een speltak tot ongeveer het jaar 2000.
In België  werd de term als ongewenst germanisme beschouwd en werd behalve bij enkele groepen zoals de 8ste Scoutsgroep: Padvinders van Sint-Stanislas (SGV: A1508S) nooit gebruikt en spreekt men er verder alleen maar van verkenners of scouts.
Het uniform (vóór 1973) werd aangeschaft in de Scoutshop. Voor welpen een bruine ribfluwelen korte broek, een groene trui en een groen petje met gele biezen en lichtbruine kniekousen met overslag en groene flossen. Voor verkenners een bruine ribfluwelen korte broek, kaki shirt en een hoed. De kniekousen met flossen had je al. Ter completering kon de verkenner een stok (essenhout, ca 2 meter) aanschaffen en een dolkmes. Voortrekkers hadden hetzelfde uniform als verkenners.

## Herkomst van de naam
In Nederland kwam in 1910 het boekje Op! Hollandsche Jongens naar Buiten geschreven door W.J. van Hoytema uitgegeven door Nederlandse Bond voor Lichamelijke Opvoeding (NBLO) uit. Dit was een Nederlandse bewerking van het boek Scouting for boys van Robert Baden-Powell. Het boekje was bedoeld om buiten sporten te bevorderen en leden te werven voor de NBLO, maar al snel vormden zich buiten de NBLO groepjes kinderen. Omdat de boerenoorlog (1880-1902) nog vers in het geheugen lag, had men nog afkeer van alles wat Engels was en zeker van een Engelse held uit de boerenoorlog zoals Robert Baden-Powell. Dus ontwikkelden de landelijke scoutingorganisaties, die even later ontstonden, een eigen Nederlands alternatief spel. Zij kozen daarvoor niet een letterlijke vertaling van "Boy Scouts", Jonge Verkenners, maar een meer beschrijvende naam, Padvinders als letterlijke vertaling van het Duitse boek Pfadfinder in 1909 als Duitse vertaling geschreven door Dr. Alexander Lion (1870-1962) samen met Maximilian Bayer (1872-1917). Al snel bleek het originele Engelse spel beter te werken dan wat in Nederland ontwikkeld was en ging men zoals de Duitse Pfadfinder in de jaren twintig geleidelijk over op het originele spel, maar de naam Padvinders bleef zoals in Duitsland wel gehandhaafd. Scouting for boys van Robert Baden-Powell was ook vertaald: ‘Het verkennen voor jongens’. Dit was het handboek voor de verkenners (12 -17 jaar). Het vervolg ‘Zwervend op de weg naar levensgeluk’ (Rovering to Success) was het themaboek voor de voortrekkers ( >17 jaar). De openbare padvinderij was vanaf 1915 georganiseerd in het NPV, De Nederlands(ch)e Padvinders. De meisjes waren georganiseerd in het NPG, het Nederlandse Padvindstersgilde. Daar had je, vergelijkbaar met welpen, verkenners en voortrekkers, kabouters, padvindsters en pioniers. Ook had je de blauwe vogels, meisjes met een handicap. De katholieke organisaties gebruikten welpen, verkenners en voortrekkers voor de jongens en kabouters, gidsen en pioniersters voor de meisjes.

## Bron
- Het artikel Padvinders op scoutpedia.nl, 4 december 2020